# Ковалёвка (Хмельницкая область)
Ковалёвка (укр. Ковалівка) — село в Городокском районе Хмельницкой области Украины.
Население по переписи 2001 года составляло 14 человек. Почтовый индекс — 32025. Телефонный код — 3251. Занимает площадь 0,9 км². Код КОАТУУ — 6821285803.

## Местный совет
32025, Хмельницкая обл., Городокский р-н, с. Новый Свит, ул. Чорновола, 11